# Mount Edgell
Mount Edgell är ett berg i Antarktis. Det ligger i Västantarktis. Argentina, Chile och Storbritannien gör anspråk på området. Toppen på Mount Edgell är 1 675 meter över havet.
Terrängen runt Mount Edgell är huvudsakligen kuperad, men söderut är den platt. Mount Edgell är den högsta punkten i trakten. Trakten är obefolkad. Det finns inga samhällen i närheten.